# Список концертных туров Майкла Джексона и The Jackson 5

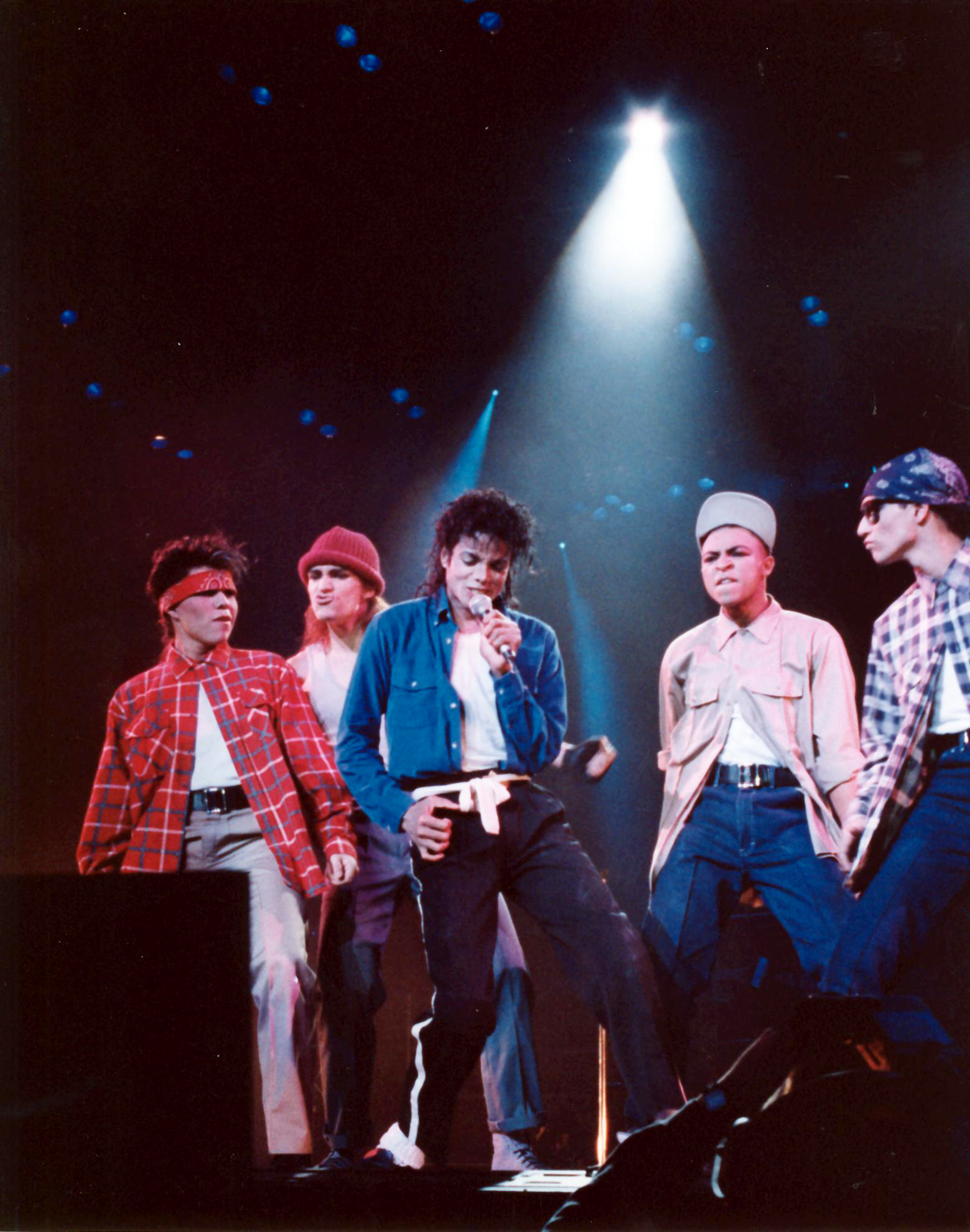
Выступление Майкла Джексона во время Bad World тур — одного из самых успешных концертных туров в истории.

The Jackson 5 — американская музыкальная группа, сформированная в 1963 году братьями Джексонами — Джеки, Джермейном, Марлоном, Майклом и Тито. Первый концертный тур квинтета прошёл по ряду городов США в конце 1970 года. После чего братья провели на родине ещё три концертных тура, затем были успешные концерты в Европе в 1972 году, а в следующем году и в других частях света.
После перехода из Motown в Epic Records, группа была переименована в The Jacksons, и предприняла новый тур по Европе, в котором выступила и перед королевой Великобритании Елизаветой II. В 1978 году братья провели серию концертов Interim. 17 декабря 1978 года был выпущен альбом Destiny, а через месяц стартовал одноимённый концертный тур в поддержку альбома. В 1981 году по 36 городам США прокатился Triumph Tour. Следующий тур братьев прошёл в 1984 году, после того, как группа выпустила альбом Victory, а Майкл Джексон — сольный альбом Thriller. Victory Tour включил в себя 55 концертов в США и Канаде и собрал кассу в 75 миллионов долларов. Этот тур оказался последним совместным туром братьев, так как Майкл занялся сольной гастрольной деятельностью.
Первый сольный мировой тур Майкл Джексон начал 12 сентября 1987 года в Токио. Bad World Tour стал самым посещаемым и самым успешным (в плане кассовых сборов) концертным туром за всю историю. Следующую серию концертов — Dangerous World Tour (1992—1993) — также посетили миллионы людей, но тур пришлось сократить, так как Майкл не мог продолжать выступления из-за переживаний по поводу предъявленного ему в 1993 году обвинения в растлении малолетнего. Прошедший в 1996—1997 годах HIStory World Tour включил в себя 82 концерта. Этот тур, который посетили более 4,5 миллионов человек, стал последним концертным туром Майкла. Певец умер менее чем за три недели до начала несостоявшегося концертного тура This Is It.

## Туры

### The Jackson 5
| Год начала | Название                          | Сроки проведения                    | Количество концертов         |
| --- | --------------------------------- | ----------------------------------- | ---------------------------- |
| 1970 | The Jackson 5 First National Tour | 9 октября 1970—Декабрь 1970 (США)   | 14                           |
| 9 октября 1970 года группа The Jackson 5 отправилась в свой первый концертный тур по городам США. Братья выступали в Бостоне, Цинциннати, Нью-Йорке и других американских городах. Посещаемость концертов была на тот момент рекордной. По итогам только первых пяти выступлений в пяти городах, на концертах Джексонов побывало сто тысяч человек, а сборы составили 580 тыс. долларов. У организаторов тура были и определённые трудности. Например, концерт в Буффало был отменён, в результате чего девяти тысячам фанатов были возвращены деньги за билеты. В ноябре 1970 года три концерта, намеченные в Техасе, также были отменены. Отмена концертов в Техасе произошла из-за того, что члены Южной христианской организации Breadbasket выступили против проведения концертов, так как члены организации считали, что рекламной компанией группы должен был заниматься чернокожий специалист. Протестующие напечатали листовки и собирались пикетировать концерты. Организаторы испугались возможного скандала и отменили концерты. |                                   |                                     |                              |
| 1971 | The Jackson 5 US Tour             | Март 1971—1 апреля 1971 (США)       |                              |
| На этот раз братья выступали в Шривпорте, Новом Орлеане, Тампе, Джексоне. Закончилось турне в Мемфисе. |                                   |                                     |                              |
| 1971 | The Jackson 5 US Tour             | 20 июля 1971—12 сентября 1971 (США) | 50                           |
| Тур начался в зале Coliseum (англ.) в городе Шарлотт (Северная Каролина). Последний концерт состоялся в зале Arena в Гонолулу. Группа The Commodores открывала концерты для «разогрева» публики. |                                   |                                     |                              |
| 1971 | The Jackson 5 US Tour             | Декабрь 1971—Январь 1972 (США)      | Точное количество неизвестно |
| Турне прокатилось по 50 городам юга США. |                                   |                                     |                              |
| 1972 | The Jackson 5 European Tour       | Ноябрь 1972 (Европа)                | Точное количество неизвестно |
| 12-дневный тур братьев по Европе побил рекорд посещаемости, установленный ранее The Beatles. Один из концертов группы в Великобритании посетила Елизавета Боуз-Лайон. |                                   |                                     |                              |
| 1973 | The Jackson 5 World Tour          | Март 1973—Февраль 1975 (Весь мир)   | Точное количество неизвестно |
| Первый мировой тур квинтета длился два года, в течение которых братья посетили Японию, Гавайи, Великобританию, Южную Америку, Гонконг, Австралию, Новую Зеландию, Филиппины и Вест-Индию. |                                   |                                     |                              |

### The Jacksons
| Год начала | Название      | Сроки проведения                           | Количество концертов         |
| --- | ------------- | ------------------------------------------ | ---------------------------- |
| 1977 | European Tour | ДМай 1977 (Европа)                         | Точное количество неизвестно |
| В течение двух с половиной недель Джексоны выступали во Франции, Германии, Нидерландах и других странах. В Великобритании братья провели специальный концерт для Елизаветы II. |               |                                            |                              |
| 1978 | Interim Tour  | Январь 1978 (США и Европа)                 | Точное количество неизвестно |
| В январе 1978 года братья выступали в городах США и Европы. |               |                                            |                              |
| 1979 | Destiny Tour  | 22 января 1979—26 сентября 1979 (Весь мир) | 123                          |
| Destiny Tour был организован в поддержку одноимённого альбома. Братья совершили поездку по 80 американским городам, также выступали во Франции, Нидерландах, Швейцарии, Кении и Великобритании. Несколько концертов было отменено в связи с тем, что Майкл заболел гриппом.                                                                             |               |                                            |                              |
| 1981 | Triumph Tour  | 9 июля 1981—26 сентября 1981 (США)         | 39                           |
| Тур был провозглашён журналом Rolling Stone одним из лучших концертных туров 1970-х—1980-х годов. Triumph Tour собрал 5,5 миллионов долларов. Братья выступили в 36 американских городах. Закончился тур в Лос-Анджелесе, где все четыре концерта прошли при полном аншлаге.                                                                            |               |                                            |                              |
| 1984 | Victory Tour  | 6 июля 1984—9 декабря 1984 (США и Канада)  | 55                           |
| Victory Tour начался вскоре после выпуска одноимённого альбома группы и успешного сольного альбома Майкла Thriller. Пятимесячный тур прошёл в США и Канаде и стал последним для Майкла в составе группы The Jacksons. 55 концертов посетило более двух миллионов человек, а сборы составили 75 миллионов долларов, что являлось рекордом на тот момент. |               |                                            |                              |

### Michael Jackson
| Год начала | Название             | Сроки проведения | Количество концертов   |
| --- | -------------------- | --- | ---------------------- |
| 1987 | Bad World Tour       | 12 сентября 1987—12 октября 1987 (Япония) 13 ноября 1987—28 ноября 1987 (Австралия) 23 февраля 1988—6 мая 1988 (Северная Америка) 23 мая 1988—11 сентября 1988 (Европа) 26 сентября 1988—11 ноября 1988 (Северная Америка) 9 декабря 1988—26 декабря 1988 (Япония) 16 января 1989—27 января 1989 (Северная Америка) | 123                    |
| Bad World Tour стал первым сольным концертным туром Майкла Джексона. Начавшись в Токио, тур продолжался 16 месяцев, в течение которых Джексон посетил 15 стран и выступил более чем для четырёх миллионов человек. На стадионе Уэмбли в Лондоне было дано семь концертов, которые в общей сложности посмотрели более полумиллиона человек, включая Диану, принцессу Уэльскую и Чарльза, принца Уэльского. Каждый из семи концертов проходил при полном аншлаге. Успех этой серии концертов на одной площадке в одном туре вошёл в книгу рекордов Гиннесса. Bad World Tour был позже признан самым посещаемым и самым доходным концертным туром за всю историю. Сборы составили более чем 125 миллионов долларов. |                      | |                        |
| 1992 | Dangerous World Tour | 27 июня 1992—1 октября 1992 (Европа) 12 декабря 1992—11 сентября 1993 (Азия) 15 сентября 1993—11 ноября 1993 (Северная Америка, Южная Америка и Азия) | 69                     |
| 69 концертов в общей сложности посмотрело почти 3,5 миллиона фанатов. 3 дня занимал монтаж экстравагантных декораций для выступления. Разобранные декорации возили на 20 грузовиках, которые, в свою очередь, перемещались на самолётах. Джексон прервал тур, объяснив это своими переживаниями по поводу предъявленного ему обвинения в растлении малолетнего. |                      | |                        |
| 1996 | HIStory World Tour   | 7 сентября 1996—4 января 1997 (Весь мир) 31 мая 1997—15 октября 1997 (Европа и Африка) | 82                     |
| HIStory World Tour стал последним туром Джексона. Первый концерт состоялся в Праге 7 сентября 1996 года. Тур привлёк более 4,5 миллионов фанатов из 58 городов в 35 странах по всему миру. Средняя посещаемость концертов составила 54 878 человек. Турне завершилось в Дурбане (ЮАР) 15 октября 1997 года. |                      | |                        |
| 2009 | This Is It           | Планировалось провести с 13 июля 2009 по 6 марта 2010 | Планировалось около 50 |
| Анонс тура был сделан лично Джексоном 5 марта 2009 года на пресс-конференции в зале The O2 arena. Речь шла о 10 концертах в Лондоне, однако впоследствии спрос на билеты был настолько высок, что пришлось запланировать десятки дополнительных выступлений. Более миллиона фанатов Джексона могли бы увидеть выступления артиста. Там же Джексон объявил, что это будет тур, завершающий его концертную деятельность. Но менее чем за три недели до премьеры, 25 июня Майкл Джексон умер в Лос-Анджелесе. |                      | |                        |